# 加賀佐野站
加賀佐野站（日语：／ Kaga-sano eki */?）是位於石川縣能美郡寺井町石子（現時：能美市石子町），北陸鐵道能美線的鐵路車站（廢站）。
此站不是在佐野村落內，而是在石子內。車站命名為佐野是由於主要的客源都是在小河流對面的佐野村。

## 車站構造
此站是地面車站，設有1面1線的單式月台。站內曾經設有可向上下行兩方向進出的貨物側線。月台在路軌的南邊。站內設有木製站舍。為了通勤客使用此站外，此站也處理一些貨物，包括發送至全國的九谷燒。

## 歷史
在申請進行車站建設工程時，站名當時定為「佐野」，在開業3日前提出更改為「加賀佐野」。在1945年（昭和20年），當時計劃把小松線從鵜川遊泉寺站延伸至此站，但是一直沒有動工（未成線）。
- 1925年（大正14年）3月21日：能美電氣鐵道車站啟用[4]。
- 1939年（昭和14年）8月1日：金澤電氣軌道收購合併能美電氣鐵道[5]。
- 1941年（昭和16年）8月1日：北陸合同電氣（現時：北陸電力）合併金澤電氣軌道。
- 1943年（昭和18年）10月13日：在轉讓業務下，成為北陸鐵道能美線車站。
- 1967年（昭和42年）1月14日：側線被廢除，同時成為無人車站[1]。
- 1980年（昭和55年）9月14日：能美線全線廢除，此站也被廢除[4]。
- 2020年（令和2年）4月1日：在當地居民的要求下，於舊站東邊約100米處設置一座名為「加賀佐野」的巴士站[3]。

## 現狀
廢線遺址變成了單車徑和小公園。車站遺址處沒有設立石碑或留下任何車站遺跡。

## 相鄰車站
北陸鐵道
能美線
湯谷石子－加賀佐野－末信牛島

## 注腳
1. 1 2 3  RM LIBRARY 230 北陸鉄道能美線（寺田裕一著　Neko出版　2018年10月1日初版）p.38 - 39
2. 1 2 3  能美市『能美電ものがたり 運行時の各駅と現在』 （页面存档备份，存于）（日語）（PDF）
3. 1 2  . 北國新聞. 2020-04-01  [2020-04-06]. （原始内容存档于2020-04-01） （日语）.
4. 1 2  今尾惠介《日本鐵道旅行地圖帳》6號 北信越（新潮社、2008年）p.28
5. ↑  7月27日 得到許可「鉄道譲渡」《官報》1939年7月31日（國立國會圖書館數碼化收藏）

## 相關項目
- 日本鐵路車站列表 Ka
- 佐野站 (消歧義)